# القرآن (ترجمة)
القرآن أو قرآن محمد هو كتاب ترجمة للقرآن إلى اللغة الإنكليزية، كتَبَهُ المستشرقُ جورج سيل، فنُشرَ سنة 1734 الميلادية،
جورج سيل مسيحي بروتستانتي، وُلد سنة 1697 وصار محامياً، درس اللغة العربية، وقرأ كتباً عربية كثيرة، ذكر سير روز أن مكتبة جورج سيل بيعت بعد موته ونقلت إلى مكتبة برلين وقال سير روز إن مكتبة جورج فيها كتب تركية وعربية وفارسية ولم يعثر على كتاب عربي إلا تفسير البيضاوي، لذلك رأى إدوارد دنيسون روس أن استشهاد جورج بكتب التفسير لم يكن استشهاداً مباشراً بل من خلال تعليقات مرّتسي صاحب الترجمة اللاتينية للقرآن، وقال رودويل إن فضل ترجمة سيل يعود في أول الأمر إلى البحوث التي قام بها مرّاتشي، قال جورج "مهما حاولتُ أن أترجم القرآن لم أستطع ترجمته كما هو وسيرى قُرائي أنني لم أوفّق للتعبير الصادق الصحيح عن متن القرآن". ظلت ترجمة جورج مئتي سنة تُطبع وتنشر، فطُبعت 123 طبعةً بين سنة 1734 و1975. ذكر جورج في مقدمته أنه يرى أنّ النبي محمداً هو مؤلف القرآن، فقال "أما أن محمداً كان في الحقيقة مؤلف القرآن والمخترع الرئيسي له فأمر لا يقبل الجدل، وإن كان من المرجح مع ذلك أن المعاونة التي حصل عليها من غيره في خطته هذه لم تكن معاونة يسيرة". بدأ جورج بمقدمة تمهيدية ذكر فيها شيئاً من تاريخ العرب قبل الإسلام وأديانهم ولمحة عن القرآن، والفرق الإسلامية. نقَد تقي الدين الهلالي ترجمةَ جورج في مقالات، وقدّرَ أن أخطاء ترجمة جورج 1200 خطأ، ذكرَ منها عشرين خطأ، أحدها ترجمة جورج لآية (وإنْ كنتَ من قبله لمن الضالّين) إذ ترجمها إلى "although ye were before this of the number of those who go astray" فقال الهلالي "ترجمة الترجمة (مع أنكم كنتم قبل هذا في عداد مَنْ ضلّوا)" والخطأ أن جورج ترجمَ "إنْ" المخففة من الثقيلة إلى (although)، لأنه لا يفرّق بين إن الشرطية وإن المخففة، والصواب أن ترجمتها "verily"، نقل تيودور آرنولد ترجمة جورج إلى اللغة الألمانية بدون الرجوع إلى القرآن، لم تكن ترجمة جورج أول ترجمة إنكليزية للقرآن، بل هي أشهر الترجمات القديمة، وسبقتها ترجمة ألكسندر روس المسمّاة قرآن محمد.